# Bibliografia Crítica da Etnologia Brasileira
A Bibliografia Crítica da Etnologia Brasileira (BCEB) é uma bibliografia da etnologia indígena brasileira, com três volumes.
Todos os verbetes da Bibliografa Crítica da Etnologia Brasileira são transcritos na Biblioteca Digital Curt Nimuendajú.

## História
O primeiro volume foi publicado em 1954 e teve como autor o etnólogo Herbert Baldus.
O segundo volume foi publicado em 1968, e o terceiro volume em 1984.
Em 2014-2019, os três volumes da bibliografia foram digitalizados e transcritos por Amanda Vallada e Renato Nicolai na Biblioteca Digital Curt Nimuendajú.

## Os volumes
- Volume 1: Baldus, Herbert. 1954. Bibliografia Crítica da Etnologia Brasileira, Vol. 1. São Paulo: Comissão do IV Centenário da Cidade de São Paulo, Serviço de Comemorações Culturais.[2]
- Volume 2: Baldus, Herbert. 1968. Bibliografia Crítica da Etnologia Brasileira, Vol. 2. Hannover: Kommissionsverlag Münstermann-Druck.[3]
- Volume 3: Baldus, Herbert; Hartmann, Thekla. 1984. Bibliografia Crítica da Etnologia Brasileira, Vol. 3. Berlin: Dietrich Reimer Verlag.[4]